# Dachla
Koordinaten: 25° 31′ N, 29° 10′ O

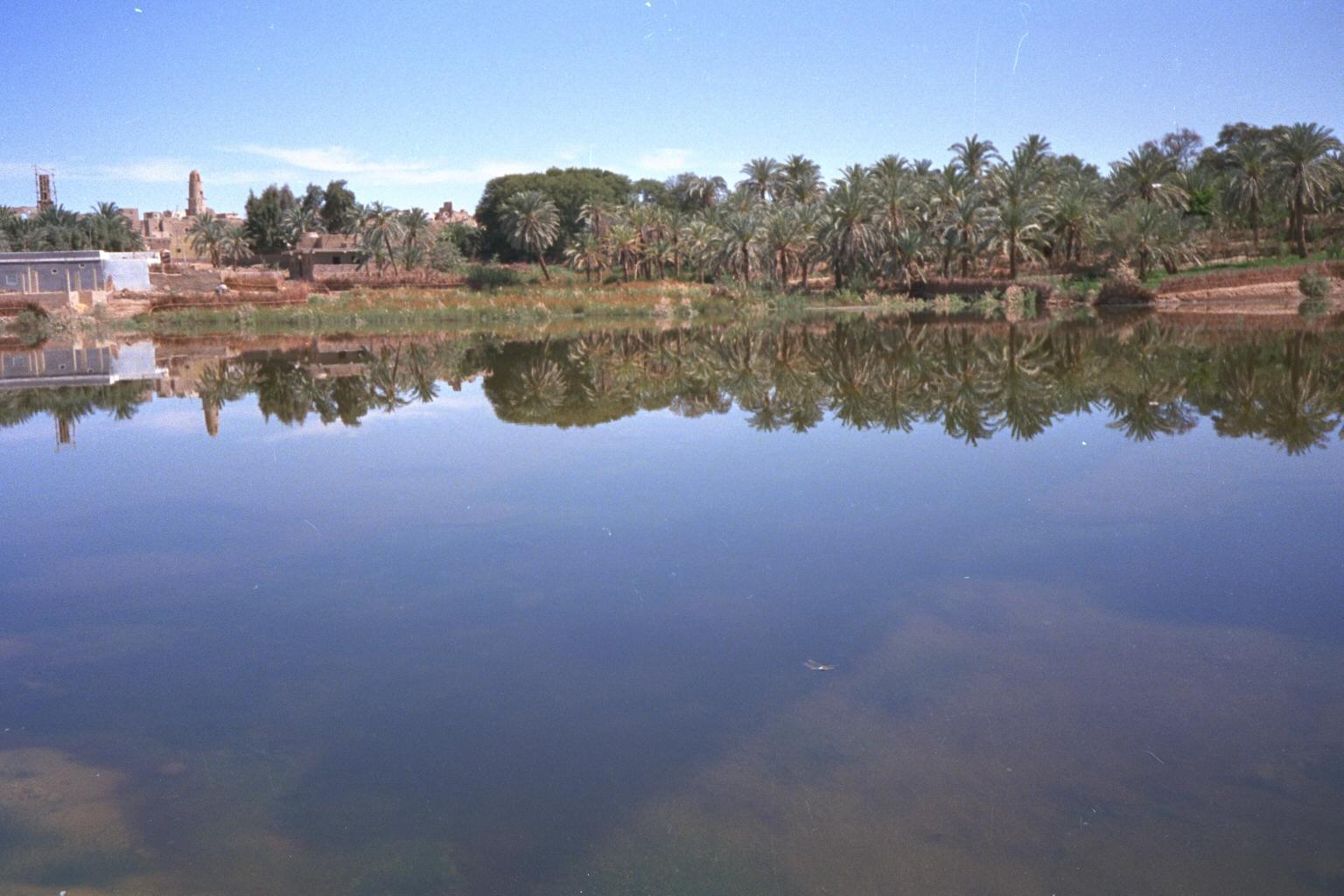
See in der Oase Dachla

Übersichtsplan der Oase (Grün: Fruchtland; Gelb: Wüste; Rot: Gebäude; Dreiecke: Antike Fundorte)

Die Senke ad-Dachla (englisch ad-Dakhla, arabisch الداخلة ad-Dāchla, DMG ad-Dāḫ(i)la) ist eine der fünf westlichen Senken Ägyptens und liegt in der Libyschen Wüste westlich von Charga und etwa 200 km südöstlich von Farafra.

## Details
Dachla ist innerhalb Ägyptens die von Kairo am weitesten entfernte Oase. Sie liegt in einer Senke umgeben von Felsenformationen und misst etwa 30.000 Hektar kultivierte Fläche. Mit den anderen Senken der Libyschen Wüste ist Dachla durch tägliche Busverbindungen verknüpft. Die Oase umfasst auf einer Fläche von 2000 km² zwei Städte (Mut und Qasr) und 15 weitere Siedlungen, in denen rund 75.000 Menschen leben (Schätzung 2003). Mut ist die größte Stadt, mit 15.000 Einwohnern.
Im Osten liegen die Dörfer Tineida, al-Bashandi und Balat. In al-Baschandi finden sich römische Gräber, so das Grab des Kitines. Die Altstadt von Balat hat kleine, enge und überdachte Straßen.
Wichtigster Wirtschaftszweig der Oase ist die (defizitäre) Landwirtschaft. Zu den Produkten gehören hauptsächlich Datteln, Oliven, Hirse, Reis, Weizen und Gerste. Weiterhin werden Klee und Alfalfa als Tierfutter angebaut sowie Obst und Wein, Guaven, Zitrusfrüchte, Aprikosen, Orangen, Granatäpfel, Pflaumen und Feigen. Handwerk wird nur in Ergänzung zur Landwirtschaft betrieben. Der einzige alternative Erwerbszweig ist die staatliche Verwaltung und in geringem Maße der Tourismus.

## Geschichte
Die Senke ad-Dachla war bereits seit dem Pleistozän fast durchgängig besiedelt. In Dachla lebten nachweislich seit der 5. Dynastie Ägypter. Seit der 6. Dynastie verwaltete es ein Vorsteher der Oase. Der Verwaltungssitz befand sich an der Stelle des heutigen Qila’ el-Dabba (arabisch قلاع الضبة, DMG Qilāʿ aḍ-Ḍabba), der Friedhof in Ain Asil.
Zu den wichtigsten Funden aus der Spätzeit zählt die Dachla-Stele aus der 22. Dynastie, die 1984 vom Briten H. G. Lyons in der Nähe des Ortes Mut gefunden wurde. Sie berichtet über Streitigkeiten der Wassernutzung.
Wie alle anderen der fünf westlichen Senken war Dachla während der Römerzeit dicht bevölkert. Das fruchtbare Dachla belieferte Rom mit dringend benötigtem Getreide.
Rund um Dachla gibt es an verschiedenen Stellen Ruinen koptischer Kirchen aus dem 4. Jahrhundert. Eine Teilislamisierung setzte um 1000 n. Chr. ein, es gab aber nie eine arabische Eroberung.
Bereits 1820 wurde die geographische Position von Dachla von Frédéric Cailliaud und Letorzec bestimmt.

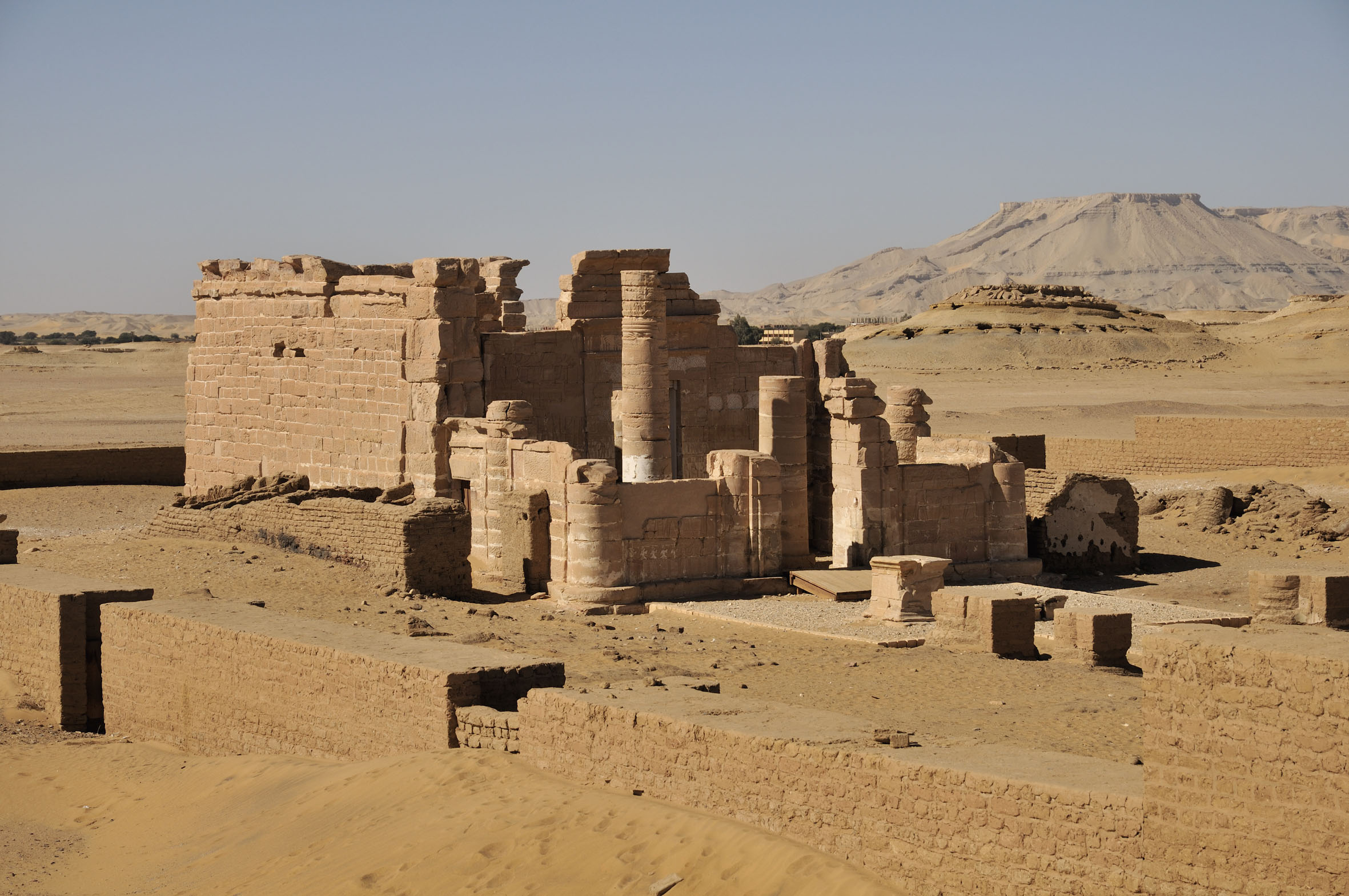
Tempel Deir el-Hagar

Eine deutsche Expedition unter Leitung von Gerhard Rohlfs, mit dem Ziel der Erforschung der Libyschen Wüste im Winter 1873/1874 machte in der Oase Station. Diese Rohlfssche Expedition bestand aus einer ganzen Reihe namhafter Wissenschaftler. Eines der Ergebnisse war die Fertigung einer genauen Karte der Oase. In Wilhelm Jordan hatte die Expedition einen Vermessungsfachmann. Jordan war Lehrer der Geodäsie am Polytechnikum Karlsruhe und Redakteur einer Zeitschrift für Vermessungswesen. Eine weitere Besonderheit des Unternehmens war die Einbeziehung der Photographie. Der Photograph Philipp Remelé fertigte etwa 150 Negative der Oase an. Es entstanden nicht nur Landschaftsaufnahmen, sondern auch eine Serie von Porträts der Einwohner Dachlas. Rohlfs machte auf die zahlreichen antiken Überreste von Siedlungen, Feldern und Brunnen in der Nähe des Tempels Deir el-Hagar aufmerksam. Er suchte mit den Expeditionsmitgliedern zahlreiche Ruinen in der Umgebung der Oase auf. Eine große Anzahl von Artefakten, Bergen von Topfscherben, Bruchstücke von Steingefäßen, kleinere Bronze-Gegenstände und Münzen wurden gefunden.

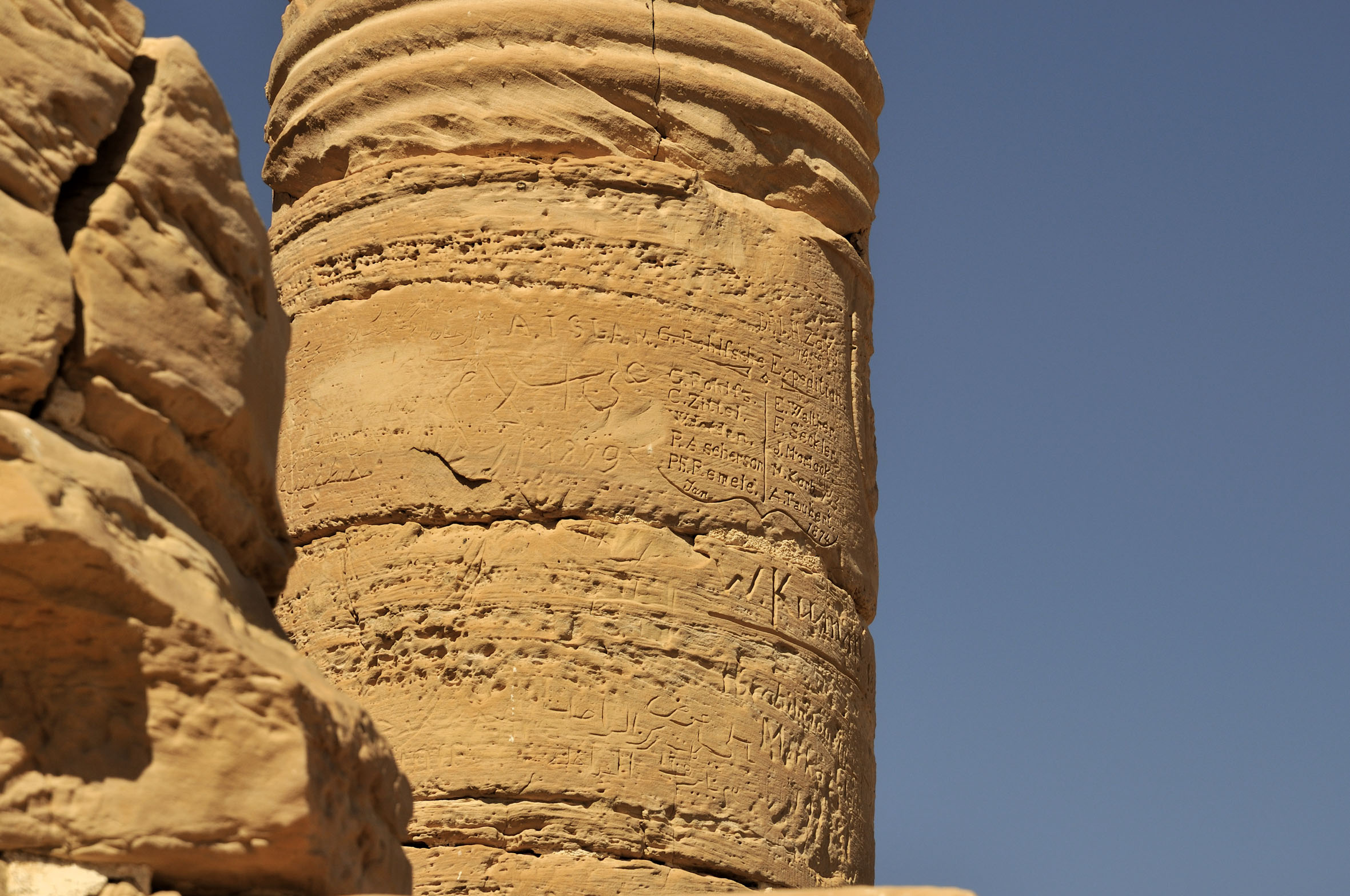
Inschrift der Rohlfsschen Expedition in Deir el-Hagar

Remelé, der in Dachla zurückblieb, wurde von Rohlfs mit der Ausgrabung des Tempels Deir el-Hagar beauftragt, während er selbst weiter in die unerforschte Wüste aufbrach. Der Tempel wurde freigelegt, beschrieben und ebenfalls photographisch dokumentiert. Remelé kam zum Ergebnis, dass der Tempel durch ein Erdbeben zerstört wurde, zu diesem Zeitpunkt aber schon aufgegeben war.
Der Botaniker Paul Ascherson und sein Gehilfe M. Korb aus München untersuchten die Gärten der Oase nach Pflanzen und Insekten. Obwohl der Expedition kein Zoologe angehörte, war Korb aufgrund seiner Fähigkeiten in der Lage eine Sammlung von 400 Nummern zusammenzubringen. Ascherson fand insgesamt 186 wildwachsende Pflanzenarten. Das Ergebnis der Untersuchungen war, dass die Unkrautvegetation der Oase von der des Niltals abweicht, dagegen in ihren charakteristischen Zügen mit derjenigen der Mittelmeerländer übereinstimmt. Auch in geologischer Hinsicht wurden durch das Expeditionsmitglied Karl Alfred von Zittel, Professor für Geologie an der Universität München, Erkenntnisse gewonnen. Auf einer Säule des Tempels Deir el-Hagar findet sich ein Graffito mit den Namen der Expeditionsteilnehmer.
Von der Geological Survey finanzierte und organisierte Expeditionen erreichten die Oase 1897. 1916 wurde Dachla kurz von den Sanussi besetzt, bevor sie von den Briten wieder vertrieben wurden.

## Sehenswürdigkeiten
Im Westen liegt die Stadt Mut, die die größte Ansiedlung der Oase darstellt. Es hat ein gut sortiertes ethnographisches Museum aufzuweisen. Qasr ad-Dachla ist die bedeutendste islamische Siedlung der Senke Dachla und wurde auf einem römischen Kastell errichtet. Die bis zu viergeschossigen Häuser wurden aus Lehmziegeln errichtet. Die in den Häusern verbauten, mit Hieroglyphen versehenen Steinblöcke stammen vom Thot-Tempel in Amheida und wurden hierher verschleppt. Weitere Sehenswürdigkeiten sind die etwa 2000 Jahre alten Gräber von Qarat al-Muzawwaqa, die zur römischen Stadt Amheida gehörten, und der römische Tempel von Deir al-Hagar, der der thebanischen Triade geweiht war.

## Klimatabelle
|                       | Jan  | Feb  | Mär  | Apr  | Mai  | Jun  | Jul  | Aug  | Sep  | Okt  | Nov  | Dez  |   |      |
| Mittl. Tagesmax. (°C) | 21,5 | 24,0 | 28,2 | 33,4 | 37,6 | 39,3 | 39,2 | 38,9 | 36,3 | 33,5 | 28,1 | 22,9 | ⌀ | 31,9 |
| Mittl. Tagesmin. (°C) | 4,8  | 6,3  | 9,9  | 14,3 | 19,3 | 22,4 | 23,1 | 23,0 | 20,8 | 17,5 | 12,3 | 6,7  | ⌀ | 15,1 |
|                       |      |      |      |      |      |      |      |      |      |      |      |      |   |      |
| Niederschlag (mm)     | 0    | 0    | 0    | 0    | 0    | 0    | 0    | 0    | 0    | 0    | 0    | 0    | Σ | 0    |
|                       |      |      |      |      |      |      |      |      |      |      |      |      |   |      |
| Luftfeuchtigkeit (%)  | 46   | 42   | 36   | 30   | 27   | 28   | 28   | 30   | 34   | 40   | 46   | 48   | ⌀ | 36,2 |

| 4,8 |

| 6,3 |

| 9,9 |

| 14,3 |

| 19,3 |

| 22,4 |

| 23,1 |

| 23,0 |

| 20,8 |

| 17,5 |

| 12,3 |

| 6,7 |

| 4,8 |

| 6,3 |

| 9,9 |

| 14,3 |

| 19,3 |

| 22,4 |

| 23,1 |

| 23,0 |

| 20,8 |

| 17,5 |

| 12,3 |

| 6,7 |